# Pierre Boulle
Pierre Boulle, cu numele la naștere Pierre-François-Marie-Louis Boulle, (n. 20 februarie 1912, Avignon, Grand Avignon⁠(d), Franța – d. 30 ianuarie 1994, Paris, Franța) a fost un scriitor francez cunoscut mai ales pentru romanele Podul de pe râul Kwai (1952) și Planeta maimuțelor (1963).

## Viața și cariera

### Tinerețea
Pierre Boulle s-a născut într-o familie bine situată. Tatăl său, avocat, era un om cu vederi largi și cu simțul umorului.
A început școala în 1918, la Avignon. Copilăria lui era încă fericită. În 1920, tatăl lui a cumpărat un domeniu pe malul fluviului Rhône, unde Pierre putea pescui și vâna în libertate. Însă anii de liceu, tot la Avignon, au fost plictisitori pentru el. În plus, tatăl lui a murit în 1926. Tânărul a obținut diploma de bacalaureat în 1930.
Și-a continuat studiile în 1931, la Paris, la École supérieure d'électricité (Școala Superioară de Electricitate), una dintre cele mai prestigioase instituții de învățământ superior din Franța, pentru pregătirea inginerilor. A absolvit-o în 1933.
Și-a început cariera în același an, lucrând o vreme ca inginer electrotehnist, dar în 1936 a fost angajat de o firmă britanică și a mers să lucreze în Malaysia, pe atunci făcând parte din Imperiul Britanic, nu departe de Kuala Lumpur, ca tehnician-supraveghetor pe o plantație de arbori de cauciuc.

### Combatant
În 1939, când armata franceză a fost mobilizată, Pierre Boulle a plecat în Indochina Franceză ca să se înroleze. În iunie 1940, când Wehrmachtul german a învins Franța, colonia a rămas guvernată de o administrație fidelă regimului de la Vichy, care colabora cu ocupanții germani. În același an, japonezii au început să pună stăpânire treptat pe Indochina.
Pierre Boulle, care nu accepta învingerea Franței, a reușit, în 1941, să ajungă la Singapore, colonie britanică încă neocupată de japonezi, și s-a angajat în Forțele Franceze Libere conduse de generalul Charles de Gaulle. A fost pregătit ca agent de către serviciul secret britanic și în 1942 a avut misiunea să meargă în sudul Chinei, la Kunming, unde era un consulat francez, ca să contacteze eventuali adepți ai lui de Gaulle. A avut o călătorie aventuroasă prin Birmania, care a durat cinci zile. După aceea a făcut o călătorie și mai aventuroasă, parțial singur pe o plută de bambus, până în Vietnam, cu aceeași misiune, dar a fost prins pe malul fluviului Mekong de autoritățile coloniale și condamnat pentru trădare de tribunalul militar de la Hanoi, la muncă silnică pe viață. A fost trimis într-un lagăr din apropiere de Saigon și deținut în condiții inumane până în noiembrie 1944, când a evadat cu complicitatea unor gardieni. A reușit să ajungă la Calcutta, unde s-a reangajat în forțele aliate din Asia.
După război, Boulle s-a întors în Franța, la scurt timp după aceea a mers din nou să lucreze în Malaysia, iar în 1949 s-a întors definitiv în Franța. Pentru activitatea lui din timpul războiului a fost decorat cu mai multe ordine și medalii militare franceze și britanice, printre care Legiunea de onoare.

### Scriitor
Fără nicio pregătire literară, Pierre Boulle s-a hotărât să fie scriitor. În 1950 a apărut primul său roman, de spionaj, William Conrad.
Primul mare succes l-a obținut cu romanul Le Pont de la rivière Kwai (Podul de pe râul Kwai). Este inspirat din istoria reală a construirii acestui pod de cale ferată lung de 415 km, calea ferată a morții. 60.000 de prizonieri de război ai japonezilor și 180.000 de lucrători asiatici au muncit la construcție, în condiții inumane. Pentru a le descrie, Pierre Boulle și-a folosit experiența pe care a trăit-o el însuși ca deținut. Pentru acest roman, scriitorul a obținut și primul său premiu literar. Romanul a dobândit notorietate și a devenit un bestseller mondial după ce a fost tradus în limba engleză, în 1954, de Xan Fielding⁠(d), fost ofițer al Special Operations Executive în timpul războiului din 1939-1945, și mai ales datorită filmului anglo-american cu același titlu din 1957.
După 1952 au urmat mai multe cărți cu un succes mai modest, apoi din nou un succes important, în 1963, cu La Planète des singes (Planeta maimuțelor). Este un roman științifico-fantastic, în care primate inteligente dețin supremația planetei Pământ, iar oamenii au regresat și sunt tratate ca animale. Și acesta a fost un bestseller mondial datorită traducerii din același an a aceluiași Xan Fielding, filmului american cu același titlu din 1968 și unei întregi serii de filme realizate pe baza romanului.
Pierre Boulle a continuat să scrie și să publice până în 1992.

### Viața particulară
Pierre Boulle a avut o mare iubire în Malaysia, o femeie divorțată, dar relația lor nu a devenit durabilă, deoarece femeia s-a întors la fostul ei soț. Scriitorul nu s-a căsătorit. Întors în Franța, a locuit o vreme într-un hotel modest, apoi s-a mutat la sora lui devenită văduvă. S-a ocupat mult de educația fetiței acesteia. A avut o relație foarte bună cu această nepoată până la moartea lui. Când a devenit celebru, a cumpărat o casă la țară, dar locuința sa principală a rămas locuința surorii lui. A murit în 1994, la vârsta de 81 de ani.

## Opera
Pierre Boulle a publicat numeroase romane și nuvele, precum și două scrieri autobiografice, o piesă de teatru și două eseuri.
După moartea scriitorului, nepoata lui și soțul acesteia au moștenit și documentele pe care le-a lăsat. Printre ele erau și manuscrise de opere literare neapărute, care au fost publicate în anii 2000.

### Romane
- 1950 – William Conrad;
- 1951 – Le Sacrilège malais (Sacrilegiul malaysian[21]);
- 1952 – Le Pont de la rivière Kwaï (Podul de pe râul Kwai);
- 1953 – La Face (Fața);
- 1954 – Le Bourreau (Călăul);
- 1955 – L'Épreuve des hommes blancs (Încercarea oamenilor albi);
- 1958 – Les Voies du salut (Căile mântuirii);
- 1960 – Un métier de seigneur (O meserie de senior);
- 1963 – La Planète des singes (Grădina din Kanashima);
- 1967 – Le Photographe (Fotograful);
- 1971 – Les Jeux de l'esprit (Jocurile spiritului);
- 1972 – Les Oreilles de jungle (Urechile junglei)
- 1974 – Les Vertus de l'enfer (Virtuțile infernului);
- 1977 – Le Bon Léviathan (Bunul Leviatan);
- 1979 – Les Coulisses du ciel (Culisele cerului);
- 1981 – L'Énergie du désespoir (Energia deznădejdii);
- 1982 – Miroitements (Sclipiri);
- 1983 – La Baleine des Malouines (Balena de la Insulele Malvine);
- 1985 – Pour l'amour de l'art (De dragul artei);
- 1988 – Le Professeur Mortimer (Profesorul Mortimer);
- 1990 – Le Malheur des uns... (Nefericirea unora...);
- 1992 – À nous deux, Satan ! (Să ne măsurăm, Satan!).

Printre manuscrisele lăsate de Pierre Boulle era și un roman. Acesta a apărut în 2005 cu titlul L'Archéologue et le mystère de Néfertiti (Arheologul și misterul lui Nefertiti).

### Culegeri de nuvele
- 1953 – Contes de l'absurde (Povești absurde);
- 1957 – E=mc²;
- 1957 – Un étrange événement (Un eveniment ciudat);
- 1965 – Histoires charitables (Povești milostive);
- 1970 – Quia absurdum (sur la terre comme au ciel) (Quia absurdum (precum în cer, așa și pe pământ));
- 1976 – Histoires perfides (Povești perfide).

S-a mai publicat postum, în 2007, volumul L'Enlèvement de l'obélisque (Răpirea obeliscului).

### Alte opere
Scrieri autobiografice:
- 1966 – Aux sources de la rivière Kwaï (La izvoarele râului Kwai);
- 1990 – L'Îlon (Insula).

Eseuri:
- 1968 – L'Étrange croisade de l'empereur Frédéric II (Ciudata cruciadă a împăratului Frederic al II-lea);
- 1987 – L'Univers ondoyant (Universul unduitor).

Singura piesă de teatru a autorului este William Conrad, după romanul cu același titlu, apărută într-o revistă de teatru.
Pierre Boulle a scris și un scenariu, pentru filmul Le Siam (Siamul) realizat de Compania Walt Disney, scenariu apărut și în volum, în 1955.

## Adaptări
După opere ale lui Pierre Boulle s-au realizat multe adaptări. Pe baza unui contract de franciză, cele mai multe au apărut după Planeta maimuțelor: filme, benzi desenate etc.

### Filme de cinema
În 1957 a fost prezentat primul film după un roman de Pierre Boulle, în coproducție anglo-americană, Podul de pe râul Kwai, în regia lui David Lean. Filmul a fost un mare succes internațional, fiind distins cu șase premii Oscar. Pierre Boulle apărea ca scenarist și chiar a preluat el premiul Oscar pentru scenariu, deși nu el l-a scris, fiindcă adevărații scenariști erau înscriși pe lista neagră în cadrul campaniei anticomuniste mccarthiste.
În 1968 a urmat filmul Planeta maimuțelor, realizat de Franklin J. Shaffner, cu Charlton Heston în rolul principal. Și acesta a avut un mare succes, acțiunea lui fiind continuată fără legătură directă cu Pierre Boulle, de alte patru filme americane.
În 2001, romanul a fost adaptat din nou (Planeta maimuțelor), filmul fiind regizat de Tim Burton, cu Mark Wahlberg în rolul principal, și urmat tot de patru continuări.
Scriitorul însuși a scris un scenariu pentru un film-continuare, cu titlul La Planète des hommes (Planeta oamenilor), rămas în manuscris, nefiind acceptat de producători. A fost găsit de moștenitori și publicat în 2023.
A mai fost realizat un film de cinema francez, în 1977, Le Point de mire (Ținta), de regizorul Jean-Claude Tramont⁠(d), după Le Photographe, cu Annie Girardot, Jacques Dutronc⁠(d), Jean Bouise⁠(d), Jean-Claude Brialy și Michel Blanc⁠(d).

### Producții de televiziune
- 1958 – Not the Glory – piesă de teatru americană după William Conrad[26];
- 1959 – Face of a Hero – piesă de teatru americană după La Face;
- 1966 – Portrait eines Helden – film vest-german după La Face;
- 1971 – Řemeslo urozených – piesă de teatru cehă după O meserie de senior;
- 1973 – William Conrad – film francez;
- 1974 – Planet of the Apes – serial american după Planeta maimuțelor;
- 1977 – Portrét hrdinu – piesă de teatru slovacă după La Face;
- 1984 – Nagyúri mesterség – piesă de teatru maghiară după O meserie de senior;
- 1985 – The Miracle – film britanic după nuvela E = mc²;
- 1986 – Un métier de seigneur – film francez;
- 2015 – La Face – film francez.

### Alte adaptări
Pe baza contractului de franciză amintit mai sus, după romanul Planeta maimuțelor și filmele inspirate de acesta au apărut și multe benzi desenate, jucării și alte produse derivate, precum și jocuri video.
Compozitorul francez Nicolas Mazarian a compus suita pentru orchestră William Conrad, inspirată de roman.

## Caracteristici ale operei și recepția ei
Sursele operei lui Pierre Boulle sunt realitățile vremii sale în general. Printre acestea, un loc important îl ocupă experiențele pe care le-a trăit direct în Malaysia și Indochina: munca pe plantația de arbori de cauciuc (Le Sacrilège malais), războiul și detenția scriitorului (Podul de pe râul Kwai). Și acțiunea altor romane se desfășoară în acele țări. Astfel sunt L'Épreuve des hommes blancs și Les voies du salut în Malaysia, sau Les oreilles de jungle, care se petrece în timpul războiului din Vietnam.
Operele sale pot fi grupate în tipuri, dar unele au caracteristici din mai multe: de război (Le Pont de la rivière Kwai, Un métier de seigneur, Les oreilles de jungle, Les voies du salut), de spionaj (William Conrad), de aventuri (Les vertus de l'enfer), psihologice (Un métier de seigneur, La Face), romane și nuvele științifico-fantastice. De altfel toate conțin elemente psihologice.
Printre temele operelor ocupă un loc important manifestările laturii sumbre a omului: exploatarea inumană, în Le Sacrilège malais; rasismul și efectele sale distructive pentru om, în acest roman sau în L'Épreuve des hommes blancs; setea de putere și lăcomia obsesivă fără frâne morale, în Le Malheur des uns...; alte obsesii distructive, în Le Photographe sau în Pour l'amour de l'art; lașitatea, în La Face.
Scrierile științifico-fantastice nu sunt numai de această natură. De pildă La Planète des singes este și o reflectare filosofică despre societatea umană. Apare în ele contradicția dintre bunele intenții ale științei și efectele negative pe care le pot avea realizările ei, mai ales în Les Jeux de l'esprit sau în Miroitements.
Relațiile complexe dintre om și animal îl preocupă de asemenea pe scriitor. Pe acestea le abordează în La Baleine des Malouines sau în Le Professeur Mortimer.
Numeroase scrieri, mai ales cele științifico-fantastice, se caracterizează și prin paradox, absurd, ironie, umor (de multe ori umor negru) și satiră.
Pierre Boulle nu a urmat niciun curent literar contemporan lui și nu a făcut parte din niciun grup de literați, iar scriitura lui se poate considera tradițională.
Nu toate operele scriitorului au fost primite la fel de favorabil de public și de critica literară. Numai Le Pont de la rivière Kwai și La Planète des singes au avut un succes răsunător, mai ales după ce au fost realizate filmele pe baza lor, și numai La Planète des singes mai are notorietate și în secolul al XXI-lea, datorită continuărilor sale în formă de filme. Este semnificativ faptul că la Avignon, atunci când a avut loc comemorarea centenarului nașterii sale într-un cerc destul de restrâns, la biblioteca municipală se găseau numai șapte romane din cele 24 ale scriitorului.
Bestsellerele scriitorului au fost internaționale. De exemplu La Planète des singes a fost tradus în unsprezece limbi.
În română au fost publicate (primele apariții):
- Podul de pe râul Kwai, Editura pentru Literatură Universală, 1968;
- Planeta maimuțelor, Univers, col. Meridiane, 1971;
- O meserie de senior, Editura militară, 1972;
- Profesorul Mortimer, Elit Comentator, 1992;
- Arheologul și misterul lui Nefertiti, Humanitas, col. Cartea de pe noptieră, 2007.

### Premii literare
- 1952 – Premiul Sainte-Beuve⁠(d) pentru Le Pont de la rivière Kwai[32];
- 1953 – Grand Prix de la nouvelle (prix littéraire d'Évian)[33]. pentru volumul de nuvele Contes de l'absurde[34];
- 1976 – Marele premiu literar acordat de Societatea literaților⁠(d) pentru opera scriitorului[35].